# Sveti Grgur
Sveti Grgur (dosł. „Święty Grzegorz”) – wyspa znajdująca się w zachodniej części Chorwacji, na wschód od półwyspu Istria w Kanale Welebickim, pomiędzy wyspami Krk i Rab.
W latach 1951–1952 istniała tu filia obozu pracy z sąsiedniej wyspy Goli otok. Przebywali w niej więźniowie polityczni, którzy ponownie trafili do więzienia, osoby z wieloletnimi wyrokami sądów wojskowych oraz skazane kobiety.